# Французское кладбище (Берлин)

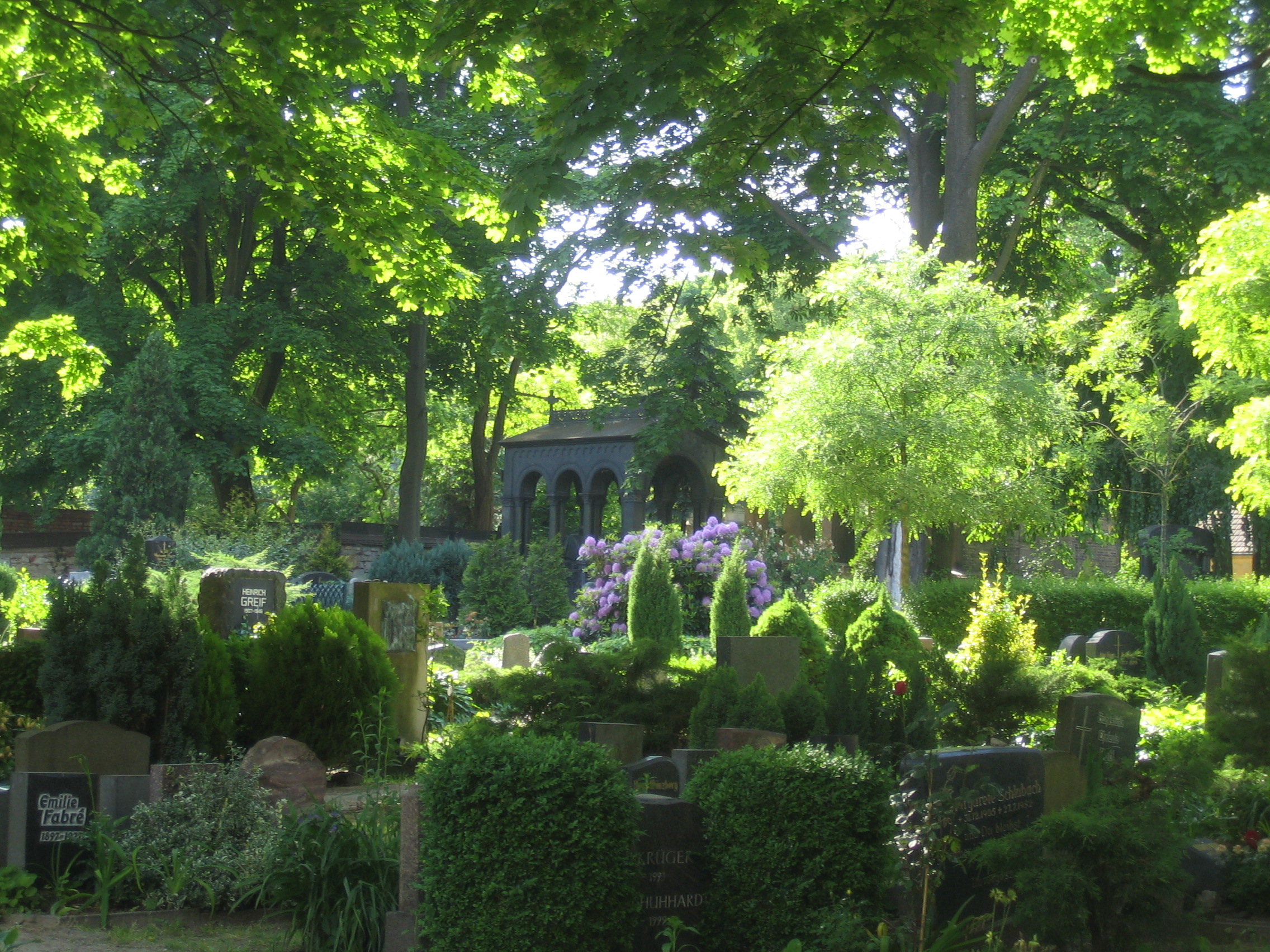
Французское кладбище в Берлине

Первое Французское кладбище в Берлине (нем. I. Französischer Friedhof) — кладбище французской общины немецкой столицы. Расположено в районе Митте недалеко от Доротеенштадтского кладбища и образует с ним единый архитектурный ансамбль XVIII века. Охраняется государством.
Французское кладбище в Берлине было заложено в 1780 году для захоронения потомков гугенотов, осевших в Берлине. На Французском кладбище похоронены многие знаменитые берлинцы французского происхождения, например, актёр Людвиг Девриент и философ Карл Мишле.